# Índice de eficácia governamental
O índice de eficácia governamental (em inglês: government effectiveness index) é uma classificação da capacidade do Estado desenvolvida pelo Grupo Banco Mundial. Ele mede a qualidade dos serviços públicos, do trabalho dos funcionários públicos, a formulação e a implementação de políticas e a credibilidade das promessas de um governo em melhorar ou manter esses aspectos. O índice abrange 193 países, cada um com uma pontuação de −2,5 (menos eficaz) a 2,5 (mais eficaz). Ele faz parte de um conjunto mais amplo de indicadores de qualidade do governo.
O Banco Mundial divulga o índice de eficácia do governo como um dos seis indicadores mundiais de governança. Os outros são voz e responsabilização, estabilidade política, qualidade regulatória, estado de direito e controle da corrupção. Daniel Kaufmann, do Instituto de Governança de Recursos Naturais, e Aart Kraay, do Grupo de Pesquisa de Desenvolvimento do Banco Mundial, elaboram esses índices. Eles consideram esses seis índices como dimensões da governança.

## Metodologia
O índice de eficácia governamental utiliza 47 variáveis. Essas variáveis abrangem uma gama que vai desde a qualidade da burocracia até a infraestrutura para a distribuição de bens e serviços. Elas são provenientes de 32 fontes diferentes, incluindo o Banco Africano de Desenvolvimento e o Índice de Risco e Condições de Negócios da Global Insight. Essas variáveis passam por um redimensionamento e, em seguida, são combinadas usando o modelo de componentes não observados.

## Importância
Como medida geral, o índice de eficácia do governo não fornece os meios para identificar problemas específicos em um país ou para analisar soluções específicas. No entanto, serve para comparar países em geral, acompanhar a melhoria de um determinado país ou discernir tendências.
A eficácia do governo está fortemente correlacionada com a satisfação com a vida, o PIB per capita e os gastos com educação. De acordo com Guisan, ela promove o desenvolvimento.

## Relação com o movimento altruísmo eficaz
O índice de eficácia do governo encontrou relevância no contexto do movimento do altruísmo eficaz. O movimento altruísmo eficaz promove o uso de evidências e da razão para determinar as formas mais eficazes de orientar as doações. Nesse contexto, o índice de eficácia do governo fornece uma medida ampla e orientada por dados da funcionalidade do governo que pode informar as decisões governamentais. Ao oferecer uma avaliação baseada em evidências da funcionalidade do governo, o índice se alinha com a ênfase do movimento em abordagens rigorosas e baseadas em dados para o altruísmo.